# الهيئة العامة للطيران المدني (الإمارات العربية المتحدة)
الهيئة العامة للطيران المدني بدولة الإمارات العربية المتحدة أنشئت في عام 1996 بموجب المرسوم الإتحادي الصادر عن مجلس الوزراء (قانون رقم 4) وذلك من أجل تنظيم شؤون الطيران المدني 
ويقع مقر الهيئة في أبوظبي

## القطاعات والإدارات
- الهيكل التنظيمي للهيئة العامة للطيران المدني بدولة الإمارات العربية المتحدة
- مقدم خدمة الملاحة الجوية (ANSP) منظم وفقا لمبادئ منظمة الطيران المدني الدولي القياسية. وتشمل المسؤوليات تصميم المجال الجوي وتوفير خدمة الملاحة الجوية الآمنة والفعالة لمستخدمي المجال الجوي لدولة الإمارات العربية المتحدة.
- شؤون السلامة مسؤولة عن الوظائف الفنية للسلامة مثل عمليات الطيران وصلاحية الطيران وبيئة الطيران والترخيص والشهادات وكذلك الملاحة الجوية والمطارات. كما أن شؤون السلامة مسؤولة أيضًا عن دعم الحكومة الاتحادية لدولة الإمارات العربية المتحدة في تحديد سياسات السلامة الوطنية ، وتطوير وإصدار اللوائح ، والتصديق ، والترخيص ، والإشراف ، ودعم تطوير السياسات لجميع مجالات المسؤولية الفنية ، وتنسيق الاتفاقيات الاستراتيجية التقنية الوطنية والدولية و توفير الخبراء الفنيين للتحقيق في الحوادث والوقائع الجوية.
- الشؤون الأمنية مسؤولة عن دعم الحكومة الاتحادية لدولة الإمارات العربية المتحدة في تطوير ومراجعة السياسات والتشريعات الوطنية لأمن الطيران.
- تلعب الاستراتيجية والشؤون الدولية دورًا مهمًا في مساعدة المنظمة على تحديد وتطوير وتنفيذ ومراقبة مبادرات التميز في الأعمال والمفاهيم والحفاظ على تكامل أنظمة الإدارة في جميع المجالات لضمان التحسين المستمر للجودة في كل وحدات الأعمال.
- تقدم خدمات الدعم الخدمات الإدارية والمالية والدعم الأساسية في جميع أنحاء المنظمة.
- التحقيق في الحوادث الجوية مسؤول عن التحقيق في الحوادث المدنية والحوادث داخل وخارج دولة الإمارات العربية المتحدة وفقًا للملحق 13 لاتفاقية منظمة الطيران المدني الدولي. الغرض من القسم هو تعزيز سلامة الطيران من خلال التحديد من خلال التحقيق والنتائج والعوامل المهمة التي تؤدي إلى توصيات السلامة التي تهدف إلى منع تكرار حدوثها. ليس الغرض من هذا النشاط تحميل اللوم أو المسؤولية.

## مرافق
يقع المقر الرئيسي للهيئة العامة للطيران المدني في أبو ظبي، بُنى بعد إنشاء الهيئة العامة للطيران المدني كمديرية سابقة ، يتضمن مركز مراقبة الحركة الجوية ومنشآت مساندة. في يونيو 2009 ، قامت الهيئة العامة للطيران المدني بتحويل خدمات الملاحة الجوية إلى مركز الشيخ زايد للملاحة الجوية الذي تم بناؤه حديثًا في أبو ظبي. يعتبر مركز الشيخ زايد أكبر وأكثر مرافق إدارة الحركة الجوية ازدحامًا في الشرق الأوسط بالإضافة إلى أنه أحد أكثر المراكز تقدمًا من الناحية الفنية في العالم من حيث التصميم. يتكون مركز الملاحة الجوية من مبنيين رئيسيين ، مركز التحكم في المنطقة (ACC) وACC في حالات الطوارئ. كما أن لديها أربعة صواري 60 مترًا لمعدات الاتصالات. بالإضافة إلى المقر الرئيسي في أبو ظبي ، فإن للهيئة العامة للطيران المدني مكتب إقليمي في دبي. كما تم إنشاء مرافق مكاتب دبي ، التي تم إنشاؤها لخدمة دبي والإمارات الشمالية ، بعد إنشاء الهيئة العامة للطيران المدني.

## العضويات
- دولة الإمارات العربية المتحدة ، ممثلة بالهيئة العامة للطيران المدني ، عضو نشط في مجلس منظمة الطيران المدني الدولي (إيكاو) ولجانها المتخصصة.
- الهيئة العامة للطيران المدني هي أيضًا عضو نشط في المجلس التنفيذي للهيئة العربية للطيران المدني (أكاك) ، ويترأس حاليًا سعادة سيف محمد السويدي ، مدير عام الهيئة العامة للطيران المدني المجلس التنفيذي لهيئة الطيران المدني.

## وصلات خارجية
- الهيئة العامة للطيران المدني بدولة الإمارات العربية المتحدة